# Masanari Shintaku
Masanari Shintaku (新宅 雅也, Shintaku Masanari, né le 20 décembre 1957) est un athlète japonais, spécialiste des courses de fond. Il a depuis changé son prénom pour Hisatoshi (永灯至).

## Biographie
Il remporte la médaille d'or du 3 000 mètres steeple lors des Championnats d'Asie 1979 et 1981; et s'impose par ailleurs à trois reprises lors des Jeux asiatiques, sur 3 000 m steeple en 1978, sur 5 000 m en 1982, et sur 10 000 m en 1986. 

### Palmarès
| Date | Compétition         | Lieu      | Résultat | Épreuve         | Performance    |
| ---- | ------------------- | --------- | -------- | --------------- | -------------- |
| 1978 | Jeux asiatiques     | Bangkok   | 1er      | 3 000 m steeple | 8 min 40 s 7   |
| 1979 | Championnats d'Asie | Tokyo     | 1er      | 3 000 m steeple | 8 min 40 s 8   |
| 1981 | Championnats d'Asie | Tokyo     | 1er      | 3 000 m steeple | 8 min 29 s 09  |
| 1982 | Jeux asiatiques     | New Delhi | 1er      | 5 000 m         | 13 min 53 s 74 |
| 1986 | Jeux asiatiques     | Séoul     | 2e       | 5 000 m         | 13 min 52 s 65 |
| 1986 | Jeux asiatiques     | Séoul     | 1er      | 10 000 m        | 28 min 26 s 74 |

### Records
| Épreuve         | Performance   | Lieu      | Date           |
| --------------- | ------------- | --------- | -------------- |
| 3 000 m steeple | 8 min 19 s 52 | Stockholm | 8 juillet 1980 |